# Megascops trichopsis
Megascops trichopsis (cú mèo ria Mỹ) là một loài chim trong họ Strigidae.